# Zak Nothling
Zak Nothling (* 21. März 1989 in East Tamaki, Neuseeland) ist ein ehemaliger neuseeländischer Eishockeytorwart, der zuletzt bis 2013 beim Botany Swarm in der New Zealand Ice Hockey League unter Vertrag stand.

## Karriere

### Club
Zak Nothling begann seine Karriere als Eishockeyspieler beim South Auckland Sworm, für den er in der Saison 2005 sein Debüt in der New Zealand Ice Hockey League gab. 2007, 2008, als er zum wertvollsten Spieler des Finales gewählt wurde, 2010 und 2011 wurde er mit der Mannschaft, die sich inzwischen Botany Swarm nannte, Neuseeländischer Meister. In diesen Jahren und auch 2005 wurde er jeweils auch zum besten Torwart der Liga gewählt. Dabei erreichte er 2010 und 2011 jeweils zudem die beste Fangquote und den geringsten Gegentorschnitt der Liga. 2013 beendete er mit nur 24 Jahren seine Karriere.

### Nationalmannschaft
Nothling spielte im Juniorenbereich für Neuseeland bei den U18-Weltmeisterschaften 2004, 2005, 2006 und 2007 jeweils in der Division III sowie den U20-Weltmeisterschaften U20-Weltmeisterschaft 2006 in der Division II und 2007, als er die beste Fangquote des Turniers erreichte, und 2008, als er mit der zeitbesten Fangquote nach dem Serben Zvezdan Vidaković zum besten Torhüter des Turniers gewählt wurde, in der Division III.
Für die Herren-Auswahl spielte er bei den Weltmeisterschaften der Division II 2008, 2010 und 2011, als er mit der drittbesten Fangquote und dem drittgeringsten Gegentorschnitt des Turniers zum besten Torhüter gewählt wurde, sowie der Division III 2009.

## Erfolge und Auszeichnungen
- 2005 Bester Torhüter der New Zealand Ice Hockey League (NZIHL)
- 2007 Beste Fangquote bei der U20-Weltmeisterschaft der Division III
- 2007 Neuseeländischer Meister mit dem Botany Swarm
- 2007 Bester Torhüter der NZIHL
- 2008 Aufstieg in die Division II bei der U20-Weltmeisterschaft der Division III
- 2008 Bester Torhüter bei der U20-Weltmeisterschaft der Division III
- 2008 Neuseeländischer Meister mit dem Botany Swarm
- 2008 Bester Torhüter der NZIHL
- 2009 Aufstieg in die Division II bei der Weltmeisterschaft der Division III
- 2010 Neuseeländischer Meister mit dem Botany Swarm
- 2010 Bester Torhüter, beste Fangquote und geringster Gegentorschnitt der NZIHL
- 2011 Bester Torhüter bei der Weltmeisterschaft der Division II, Gruppe A
- 2011 Neuseeländischer Meister mit dem Botany Swarm
- 2011 Bester Torhüter, beste Fangquote und geringster Gegentorschnitt der NZIHL